# 塞尔希奥·戈伊科切亚
塞爾希奧·戈伊科切亞（Sergio Goycochea，1963年10月17日—），阿根廷前足球運動員，司職門將。

## 生平
哥高查在阿根廷班霸河床開始球員生涯。其後多次轉會，先後效力過十支球會，主要是海外一些知名度低的隊伍。
他最為知名的國際賽事是1990年世界盃，原先他是以後備球員身分入選，結果先發門將Nery Alberto Pumpido先是在第一場失誤而讓喀麥隆隊獲勝，在第二場對蘇聯時還因腿部骨折離場，而讓哥高查有了上場機會。沒想到長達八個月未曾為國家隊上場的他這次卻是一鳴驚人，協助阿根廷國家隊打入決賽，最後獲得亞軍，其中在八強賽對南斯拉夫和半決賽對義大利都是進入PK大戰，哥高查接連撲出了四個十二碼。憑著出色表現，哥高查被國際足協入選當屆世界盃最佳陣容。其後該位先發門將因養傷宣布正式退出國家隊，哥高查成為國家隊正選門將，參加了1991年和1993年美洲國家盃，皆贏得冠軍，其中1993年他更是獲選為賽事最佳球員：阿根廷再次於淘汰賽中連續面臨兩次PK大戰，皆是靠著他撲出關鍵球而得勝。哥高查最後的大賽是1994世界杯，在馬拉度納被禁賽的情況下團隊士氣嚴重受挫，十六強止步。
儘管在國家隊有著驕人的表現，哥高查的球會生涯卻並不順暢。1991年他出國效力法國球會布雷斯特，豈料只效力半季球會隨即宣告破產，失去職業球隊資格。哥高查更因此而轉到巴拉圭聯賽球隊效力。

## 榮譽
- 世界盃亞軍：1990
- 美洲盃冠軍：1991、1993